# Phymatioderus
Phymatioderus is een kevergeslacht uit de familie van de boktorren (Cerambycidae). De wetenschappelijke naam van het geslacht werd voor het eerst geldig gepubliceerd in 1851 door Blanchard.

## Soorten
Phymatioderus is monotypisch en omvat slechts de volgende soort:
- Phymatioderus bizonatus Blanchard, 1847